# Chester (Royaume-Uni)
Pour les articles homonymes, voir Chester et Deva.
Chester (en gallois : Caer) est une ville britannique située dans le Cheshire en Angleterre, proche de la frontière avec le pays de Galles. Sa population est estimée à 80 121 habitants en 2001. Traversée par le fleuve Dee, elle a le statut de cité. La ville héberge le club de football de Chester City.

## Historique

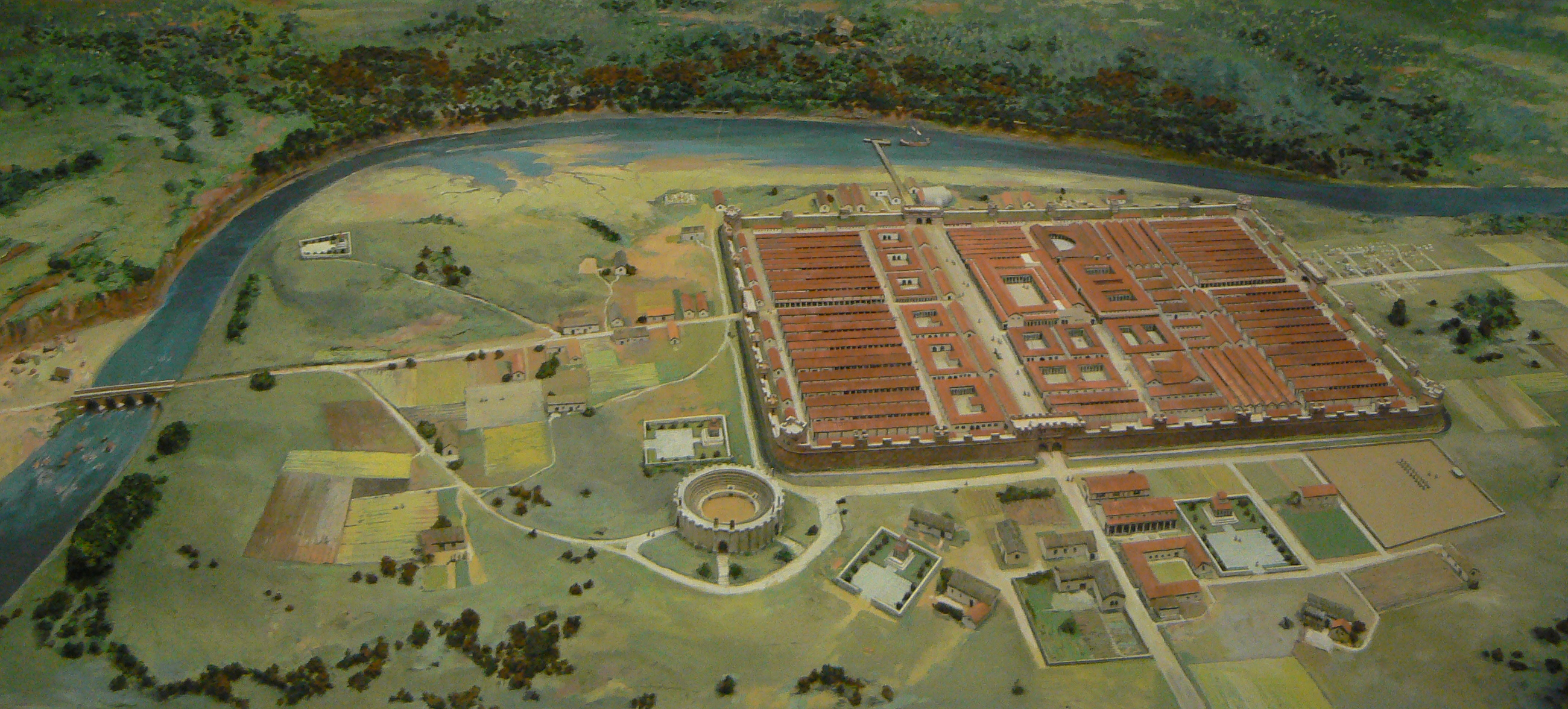
Reconstitution de Deva Victrix, la forteresse romaine

### Époque romaine
Au cours du règne de Vespasien, sous le commandement de Gnaeus Julius Agricola, Rome établit à Chester le camp fortifié de Deva Victrix, afin d'y abriter les troupes de la légion II Adiutrix. Cet établissement militaire fut à l'origine d'une occupation civile importante, qui à la suite du retrait des troupes romaines et de la conquête de l'île par les Anglo-Saxons, devint la ville de Chester. 
Pendant la présence romaine, il s'agit de la plus grande forteresse romaine de l'île de Bretagne, dotée d'édifices de prestige qui ont conduit les historiens à penser qu'à l'origine, Deva était destinée à devenir la capitale de la province, à la place de Londres. L'arrêt des projets de conquête aurait eu raison de ce destin. 
Les quatre routes principales de Chester, à savoir Eastgate, Northgate, Watergate et Bridgegate, suivent les itinéraires tracés à cette époque.

### Époque médiévale
Vers 616, après sa victoire contre une armée galloise à la bataille de Chester, le roi northumbrien Æthelfrith s’empare de la ville. Elle porte alors le nom de Legacæstir. La région passe ensuite sous l'autorité de la Mercie, un autre royaume anglo-saxon.
En 689, le roi mercien Æthelred fonde un minster, qui devient, des années plus tard, la première cathédrale de la ville. Les Saxons ont également étendu et renforcé les murs de la ville afin de la protéger des Vikings.
En 1071,, le roi  Guillaume le Conquérant fait d’Hugues d'Avranches (l’architecte du château de Chester), le premier comte de la ville.
Éléonore Cobham est emprisonnée pour sorcellerie dans le château de Chester en 1442.

### Époque industrielle
La ville, située près de grandes voies de communication, se développe beaucoup pendant la révolution industrielle. Une grande partie des richesses actuelles de la ville provient de cette époque.

### Époque contemporaine
À la fin de la Seconde Guerre mondiale, le manque de logements abordables est un problème pour la ville. De vastes zones de terres agricoles à la périphérie de la ville sont alors transformées en zones résidentielles.
En 1964, un contournement est construit à travers et autour du centre-ville pour lutter contre la congestion du trafic.
En 1968, un rapport de Donald Insall, en collaboration avec les autorités et le gouvernement, recommande une conservation des bâtiments historiques de la ville.
En 2017, la ville continue de s’agrandir et de se développer grâce aux différents projets mis en place par le gouvernement et les entreprises locales.

## Géographie
Chester se trouve à l'extrémité sud d'une crête de grès triasique de 3 km qui s'élève à une hauteur de 42 mètres. La ville se trouve également près de la rivière Dee (rivière ayant une courbe en S).
La dernière glaciation, à la suite de la fonte de la calotte glaciaire, a déposé des quantités de sable et de marnes à travers les zones où les blocs d’argile étaient absents.
Les parties orientale et septentrionale de Chester sont composées de bruyères et de forêts. Quant à la partie occidentale, elle est composée de marais et d’habitats.

## Économie
Les principales industries de Chester sont actuellement des industries de services comprenant le tourisme, la vente au détail, l'administration publique ainsi que les finances.
De nombreux touristes nationaux et internationaux visitent Chester pour découvrir les monuments, mais aussi de grands hôtels, restaurants et magasins. Ce sont en partie ces touristes qui permettent à la ville de se développer.
La ville possède un marché intérieur, deux grands centres commerciaux (incluant des galeries uniques, lesquelles comprennent les plus anciens magasins d’Angleterre), ainsi qu’une multitude de chaines de magasins.
Chester a un secteur financier relativement important, comprenant la « Bank of America », « MBNA Europe », « NFU Mutual », « HBOS plc », « Virgin Money » et « M & S Bank ».

## Enseignement
La ville abrite l'Université de Chester. À l’origine, c'est un collège qui forme des enseignants. Le collège obtient le statut d'université en 2005, et l'université devient rapidement le principal fournisseur de l'enseignement tertiaire du comté.
West Cheshire College est un collège professionnel dans le Nord-Ouest de l'Angleterre. Il compte plus de 20 000 étudiants dans ses deux campus principaux à Ellesmere Port et Chester.
Le campus universitaire de sciences et technologies est basé à Chester et offre un large éventail de cours et de qualifications professionnelles aux étudiants locaux et internationaux.
L'École du Roi est une école indépendante et est l'une des sept écoles rétablies par le Roi Henri VIII en 1541.
L'École de la Reine, une autre école indépendante, a été fondée en 1878 sous le nom de « The Chester School for Girls ». La reine Victoria, qui fut la première protectrice de l'école, émet un décret en 1882 pour que celle-ci prenne le nom de « l’École de la Reine ».
Il existe également d’autres écoles secondaires et universitaires dans la ville, à savoir :
- Bishops' Blue Coat C of E ;
- Catholic High School ;
- Queens Park High School ;
- Upton-by-Chester High School ;
- Blacon High School ;
- Christleton High School.

## Monuments, bâtiments et attractions touristiques

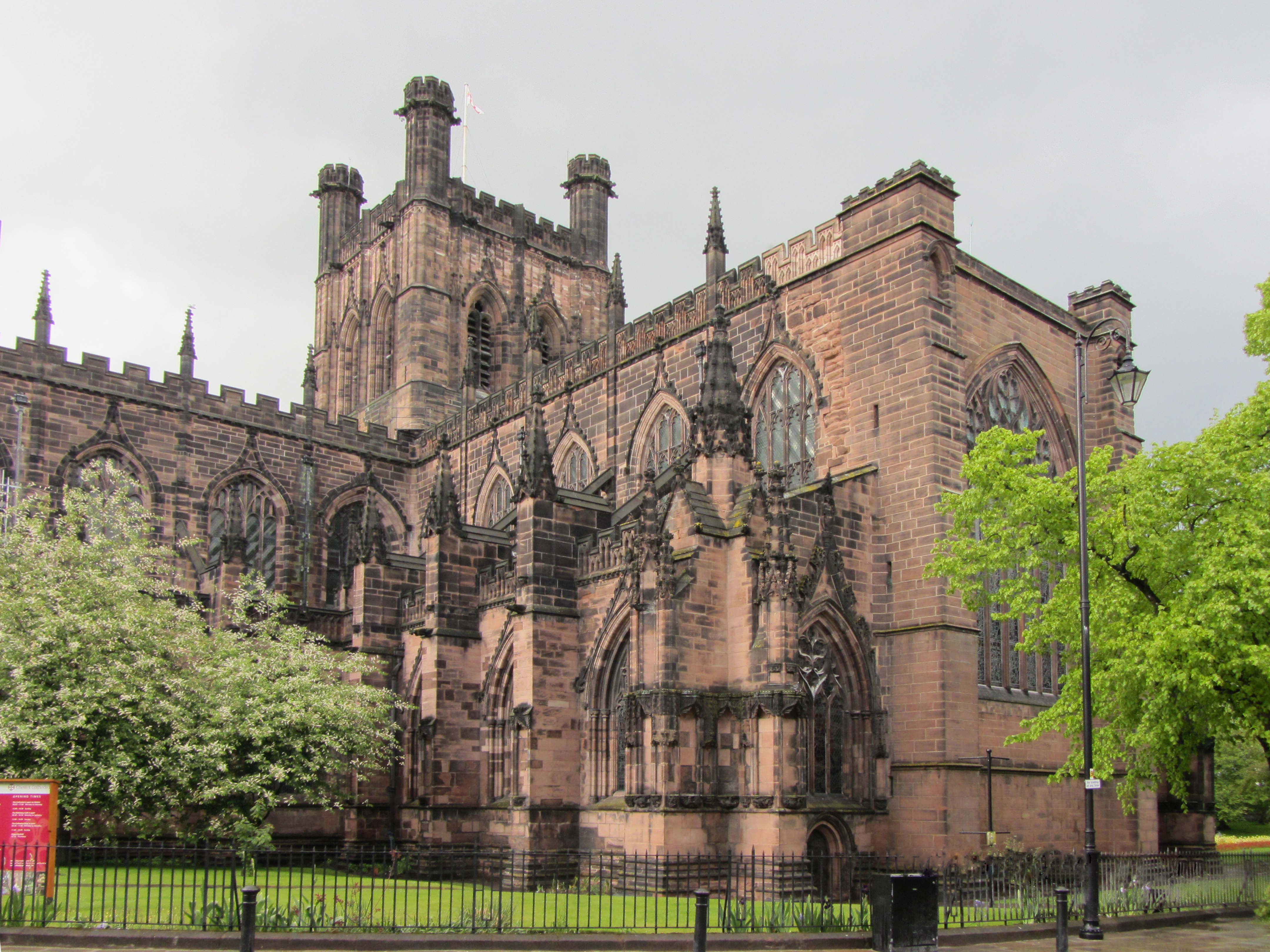
La cathédrale de Chester, de l’extérieur

Les caractéristiques principales de la ville de Chester sont les murs, les rangées et l'architecture des bâtiments en noir et blanc.
La muraille encercle les limites de la ville médiévale et constituent les remparts les plus complets de l'Angleterre (bien que pas du Royaume-Uni).
Le circuit total mesure près de trois kilomètres. Sur les murs se trouve un sentier qui traverse les routes par des ponts sur Eastgate, Northgate, St Martin’s gate, Watergate, Bridgegate, Newgate, et Wolf gate. De ce sentier, on peut apercevoir une série de structures telles que la Bonewaldesthorne's Tower ou encore la Goblin Tower (ou Pemberton's Parlour).
Une grande partie de l'architecture du centre de Chester est médiévale alors que l’autre partie, constituée des nombreux bâtiments noir et blanc, est victorienne.
Les bâtiments les plus en vue dans le centre-ville de Chester sont la mairie et la cathédrale. Cette dernière était autrefois l'église de l'abbaye de St Werburgh, devenant la cathédrale après la Réforme anglaise. Son architecture remonte à l'époque normande avec une série de restaurations majeures qui ont lieu au XIXe siècle. Les couvertures soigneusement taillées des stalles du chœur sont considérées comme les plus belles du pays. Au nord de la cathédrale se trouvent également d’anciens bâtiments monastiques.
La plus ancienne église, située en dehors des remparts de la ville, est l’église Saint-Jean-Baptiste (en). Brièvement la cathédrale dans le XIe siècle, elle fut largement abandonnée après la dissolution des monastères. L’intérieur est dans le style normand, considéré comme le meilleur exemple d'architecture d'église des XIe et XIIe siècles dans le Cheshire.
À l'intersection des anciennes routes romaines se trouve la Chester Cross. Au nord de celle-ci se trouve la petite église de Saint-Pierre qui est utilisée comme centre œcuménique depuis 2015.
La structure la plus importante de l’époque médiévale est le château de Chester et plus particulièrement la tour Agricola.
La plus grande partie du château a cependant été remplacée par le tribunal du comté néoclassique et son entrée, le Propyleum.
Au sud de la ville se trouve la rivière Dee, avec son déversoir datant du XIe siècle. La rivière est traversée par le pont Old Dee, datant du XIIIe siècle, le pont Grosvenor, datant du XIXe siècle et le pont suspendu du Queen's Park (pour les piétons).
La région entre le fleuve et les murs de la ville est connue sous le nom de Roodee, et contient l'hippodrome de Chester dans lequel se tient une série de courses de chevaux et d'autres événements. La première course enregistrée était le 9 février 1540.
Le musée le plus intéressant de Chester est le musée Grosvenor qui comprend une collection de pierres tombales romaines ainsi qu’une galerie d'art.
Le plus grand parc public de Chester est le Grosvenor Park, situé au nord de la rivière Dee. Un peu éloigné de la ville vers le sud se trouve un autre parc, Edgar’s Field, qui contient un tombeau de Minerva, un sanctuaire romain à la déesse Minerve.
Le centre de visite de Chester, situé en face de l'amphithéâtre romain, distribue de nombreuses brochures donnant des détails sur les attractions touristiques de la ville.
Celles-ci proposent de petites croisières sur la rivière Dee et sur le Shropshire Union Canal ainsi que des visites guidées à bord des bus anglais.
Les croisières fluviales commencent à partir d'une zone riveraine connue sous le nom de Groves, qui contient de nombreux sièges ainsi qu’un kiosque sur lequel de nombreux groupes jouent de la musique.
Le zoo accueille en moyenne plus d'un million de visiteurs par an, héberge autour de 3 000 animaux et s'étend sur 45 hectares.

## Musique
La ville de Chester a une fanfare - fondée en 1853 - connue sous le nom « The city of Chester Band ». Ses membres s’habillent d’un uniforme bleu sur lequel est imprimée l'horloge d'Eastgate.
L'Orchestre Philharmonique de Chester, fondé en 1884 est l'un des premiers orchestres non professionnels dans le nord-ouest de l'Angleterre. Anciennement appelé la Chester Orchestral Society, celui-ci interprète un large répertoire. L’OPC organise chaque année quatre ou cinq concerts, sous la direction de chefs professionnels bien connus. Ces concerts ont lieu dans le cadre prestigieux de l'ancienne cathédrale de Chester.
Chester a également une petite société de chorale appelée la Chester Music Society, fondée en 1948.
La ville de Chester organise par ailleurs, depuis mars 2013, un festival de musique majeure qui fonctionne chaque année, tout l’été.
The Suns, The Wayriders, Casino, Face of Christ et River City People sont des groupes de rock fondés à Chester et dont le succès s’est propagé à travers tout le Royaume-Uni.

## Sport
Chester FC est le club de foot de la ville. Le club a été fondé en 2010 à la suite de la liquidation de son prédécesseur Chester City FC. Il appartient actuellement au sixième niveau du football anglais.
La ville possède, par ailleurs, une équipe de basket-ball professionnelle qui joue dans la British Basketball League. L’équipe est nommée Cheshire Phoenix et joue à la Cheshire Oaks Arena à proximité d'Ellesmere Port.
Il existe aussi une équipe de basket-ball dont les joueurs sont en fauteuil roulant. Elle est appelée Celtic Warriors.
Un club de rugby est aussi présent dans la ville. Il est appelé le Chester Rugby Club et joue en ligue 2. Le club, promu en 2012, a remporté la Coupe Intermédiaire EDF energy ainsi que la coupe Cheshire à plusieurs reprises.
L'équipe de handball, le Deva Handball Club, joue en ligue 1 : il s’agit d’une des meilleures équipes du pays.
L'hippodrome de Chester accueille plusieurs réunions de course du printemps à l'automne. Les courses se déroulent à l'intérieur de la ville et attirent des dizaines de milliers de visiteurs. La réunion de mai comprend plusieurs courses importantes à l'échelle nationale, comme le Chester Vase.
La rivière Dee permet d’accueillir plusieurs activités comme l’aviron. Le golf est en bordure de la rivière.
Le Northgate Arena est le principal centre de loisirs de la ville. On peut y pratique une multitude de sports.
Le dimanche 11 décembre 2011 voit la création du premier Chester Santa Dash : des volontaires parcourent 4 km dans les rues de Chester. Cette initiative permet de venir en aide aux organismes de bienfaisance locaux. Le Santa Dash est un événement festif ouvert à tous les âges et toutes les capacités.

## Déplacements: chemins de fer

### Connexion de Londres et Dublin
Il existe un service de train direct reliant Londres (Gare d'Euston) à Chester, d'autres avec changement à Crewe pour Chester dont la destination finale est Holyhead. La compagnie directe pour Londres est Virgin Trains et la compagnie terminant à Crewe est Arriva Trains Wales. Holyhead échangeur pour bateaux à destination de Port de Dublin en Dublin et de la route ferme en septembre 2014 à Dún Laoghaire.

### Connexion de Liverpool
Le service de train électrique de la compagnie ferroviaire Merseyrail relie Birkenhead aux autres gares souterraines de Liverpool comme la Gare de Liverpool Lime Street.

### Connexion de Manchester
Le service de train de la compagnie ferroviaire Northern Rail relie Piccadilly station à Manchester ainsi que d'autres destinations du nord de l'Angleterre.
Voir aussi : gare de Liscard and Poulton.

## Personnalités liées à Chester
- Francis William Frederick Arnaud (1879-1960), chimiste analytique, y est né ;
- Diana Beck (1902-1956), neurochirurgienne britannique
- Leonard Cheshire, Baron Cheshire VC, membre de l'Ordre du Mérite, DSO avec deux barrettes, DFC (7 septembre 1917 – 31 juillet 1992) pilote britannique, hautement décoré de la RAF durant la Seconde Guerre mondiale et philanthrope après la guerre.
- Daniel Craig (acteur de James Bond notamment)
- Paul Dowswell, écrivain de littérature d'enfance et de jeunesse, d'ouvrages éducatifs et de récits historiques.
- Ryan Gander (1976), plasticien contemporain né à Chester.
- Philip de Malpas Grey Egerton (paléontologue)
- William Falconer (médecin)
- Les ducs de Westminster ont leur siège à Eccleston, près de Chester. Ils sont une des plus grandes fortunes du Royaume-Uni, et sont aussi les propriétaires de portions de la cité.
- Mansun, groupe de rock britannique
- Anthony Thwaite (1930-2021), poète britannique y est né.

### Musiciens
- Kutski (1982), DJ et présentateur de la BBC
- Lee Latchford-Evans (né en 1975), chanteur du groupe pop des années 1990 Steps
- Nemone Metaxas (né en 1973), DJ et présentateur radio
- Stephen Oliver (né en 1950), compositeur
- Andie Rathbone (né en 1969), batteur du groupe indépendant de Chester, Mansun
- Howard Skempton (né en 1947), compositeur
- Mark Swinton, claveciniste et organiste, y est né

### Sportifs
- Paul Butler (né en 1988), champion du monde de boxe poids coq
- Danny Collins (né en 1980), Sunderland ancien footballeur
- Andy Dorman (né en 1982), Crystal Palace Footballeur
- Ben Foden (né en 1985), joueur de rugby Anglais
- Tom Heaton (né en 1986), gardien de but évoluant à Manchester United
- Danny Murphy (né en 1977), footballeur et ancien international Anglais
- Michael Owen (né en 1979), ancien international de football anglais et de Liverpool
- Pat Sanderson (né en 1977), joueur international de rugby
- Ryan Shawcross (né en 1987), Stoke City Footballeur
- Stuart Tomlinson (né en 1985), ancien footballeur professionnel, et actuellement lutteur professionnel à la WWE
- Beth Tweddle (née en 1985 à Johannesburg, Afrique du Sud), championne du monde de gymnastique
- Ricky Walden (né en 1982), joueur de billard professionnel
- Amy Truesdale (née en 1989), taekwondoïste handisport

## Jumelages
- [15] Senigallia (Italie)
- Loerrach (Allemagne)
- Lakewood (États-Unis)
- Sens (France)

Un pacte d'amitié a été signé avec Avranches (France) le 15 septembre 2018 autour de la mémoire d'Hugues d'Avranches.

## Sources
- [PDF] http://www.in-situ.be/contrib_5_fr.pdf
- Chester, page Wikipédia en anglais